# ويليام بييل
ويليام بييل (بالإنجليزية: William Beall)‏ هو عسكري أمريكي، ولد في 20 مارس 1825 في مقاطعة نيلسون في الولايات المتحدة، وتوفي في 25 يوليو 1883 في ميكمينفيل في الولايات المتحدة.